# Cui Jian
Cui Jian (chiń. 崔健; pinyin Cuī Jiàn; ur. 2 sierpnia 1961 w Pekinie) – chiński piosenkarz, muzyk i aktor. Określany mianem „ojca chińskiego rocka”.

## Życiorys
Wywodzi się z zamieszkałej w Pekinie rodziny etnicznych Koreańczyków (uznawanych w Chinach jako mniejszość narodowa Chaoxianzu). Dorastanie w rodzinie artystycznej (ojciec był trębaczem, matka tancerką ludową) sprawiło, że od najmłodszych lat miał dogodne warunki w uczeniu się muzyki. W latach 1981–1987 pracował jako trębacz w orkiestrze Filharmonii Pekińskiej. Będąc pod wrażeniem muzyki zespołów takich jak The Rolling Stones i The Beatles, zaczął interesować się muzyką rockową i rozpoczął naukę gry na gitarze.
Największym przebojem Cui Jiana jest utwór z 1986 roku pod tytułem Yīwúsǔoyǒu (一无所有; pol. Nie posiadam nic), którą nagrał ze swoim ówczesnym zespołem ADO. Pod koniec lat 80. XX wieku piosenka stała się symbolicznym głosem pokolenia chińskiej młodzieży, będąc m.in. nieoficjalnym hymnem studentów podczas zakończonych tragicznie protestów na placu Niebiańskiego Spokoju w 1989 roku.
Cui Jian w tekstach swoich piosenek porusza tematy uważane we współczesnych Chinach za społecznie kontrowersyjne. Muzykę Cui Jiana zaliczyć można do nurtu alternatywnego rocka z elementami rapu, punku, jazzu oraz chińskiej muzyki ludowej.

## Dyskografia
- 1984 – 浪子归 (ang. Vagabond’s Return)
- 1986 – 一無所有 (ang. Nothing To My Name)
- 1989 – 新长征路上的摇滚 (ang. Rock ’N’ Roll On The New Long March)
- 1991 – 解决 (ang. Solution)
- 1994 – 红旗下的蛋 (ang. Balls Under The Red Flag)
- 1996 – Best of Cui Jian: 1986–1996
- 1998 – 无能的力量 (ang. The Power Of The Powerless)
- 2005 – 给你一点颜色 (ang. Show You Colour)

## Filmografia
- 1993 – 北京杂种 (ang. Beijing Bastards)
- 2003 – 我的兄弟姐妹 (ang. Roots and Branches)
- 2007 – 太阳照常升起 (ang. The Sun Also Rises)